# ふくしまニュース1番街
『ふくしまニュース1番街』（ふくしまニュースいちばんがい）は、福島放送で1992年3月30日から1997年3月28日まで放送されていた平日夕方の福島県向けローカルワイドニュース番組。

1991年4月から1年間は、『KFBステーションEYE』として放送していたが、『ステーションEYE』のローカルニュース部分を独立する形でスタートさせた。
1997年3月に番組は終了。以降ローカルニュースは、『ふくしまスーパーJチャンネル』内にて放送されている。

## キャスター
今泉以外は当時のKFBアナウンサー
- 今泉毅[1][2][3][4][5][6]
- 大滝玲子[1][2]
- 原理子[1][2][3][4]
- 益子直美
- 深田和彦[3][5]
- 奥山美香[3][4][5][6]
- 福田浩子[3]
- 丹舞子[5]

## 放送時間
- 18:30 - 18:56（18:56 - 19:00は、福島県内向けの天気予報である「ヤン坊マー坊天気予報」を放送）

## 備考
- オープニングは、番組開始当初はKFBの文字が並んだ波紋状のCGに、L.A.スタイルの「James Brown Is Dead」がかかるものだった。しばらくして、CGタイトルともに『KFBニュース』と共通のものになり、オープニングテーマも浅倉大介の「Rainbow In The Universe」となった。後に東京スカパラダイスオーケストラの「Starlight express」を使用。
  - 共通で使用していた『KFBニュース』のOPタイトルについては、2010年3月まで使用された。